# آزادراه شوشتری
بزرگراه شوشتری، با شماره بزرگراه ۲۱ تهران، نخستین آزادراه کمربندی شرق تهران است. این آزادراه با هدف کاهش ترافیک عبوری و اتصال محورهای جنوب شرق تهران به شبکه آزادراهی بدون عبور از معابر شهری طراحی شده است.  فاز اول آن به‌طول حدود ۹٫۳ کیلومتر از تقاطع بزرگراه امام رضا (ع) تا بزرگراه یاسینی در حال ساخت است و پیشرفت فیزیکی آن تا ۷۵٪ گزارش شده است. 

## مسیر
آزادراه شوشتری از جنوب شرق تهران (بزرگراه امام رضا) آغاز می‌شود و پس از عبور از محدوده مناطق شهرداری ۱۵ و ۱۴، به بزرگراه یاسینی در شرق تهران منتهی می‌گردد. با بهره‌برداری کامل، این آزادراه بخشی از رینگ بیرونی شهر را تکمیل کرده و ترافیک عبوری از استان‌های شمالی را از معابر درون‌شهری نظیر بزرگراه بسیج دور می‌کند. 

## تاریخچه
طرح ساخت این آزادراه از اواخر دهه ۸۰ شمسی آغاز شده و در دوره ششم مدیریت شهری تهران به صورت رسمی به پروژه‌ای آزادراهی ارتقاء یافت.  این پروژه شامل دو فاز است:
- فاز اول (حدود ۹ کیلومتر) که داخل محدوده شهری بوده و تا پایان سال ۱۴۰۴ آماده بهره‌برداری خواهد شد. [۶]
- فاز دوم (حدود ۶ کیلومتر) که عبور آن از مناطق نظامی و پارک ملی سرخه حصار با حساسیت‌های زیست‌محیطی و امنیتی همراه است و در دست مطالعه و طراحی چند گزینه شامل تونل کامل، پل یا مسیر سطحی قرار دارد. [۷][۸]

## چالش‌ها و رفع معارضان
در مسیر پروژه، معارضان ملکی (تجاری و مسکونی) وجود داشتند که ۲۶ مورد از آن‌ها تملک و آزادسازی شد؛ همچنین یک ملک با عرصه‌ی ۱۳۲ متر مربعی با اعتبار 9 میلیارد تومان خریداری شد تا عملیات اجرایی ادامه یابد. 

## انتقادات
وعده‌های تأخیر در افتتاح فاز اول: مدیران شهری وعده داده بودند پروژه تا پایان سال جاری (۱۴۰۳) تکمیل شود، اما معارضان ملکی و نظامی باعث تاخیری جدی شدند و افتتاح بارها به تعویق افتاد. 
مشکلات زیست‌محیطی و معارضات نظامی: سازمان حفاظت محیط زیست با عبور سطحی یا کانالی فاز دوم این بزرگراه از پارک جنگلی سرخه‌حصار مخالف بود و هیچ‌یک از طرح‌های پیشنهادی مثل تونل یا پل فعلا به تصویب نرسیده است. 

## اهداف و تاثیرات پروژه
هدف اصلی پروژه تسهیل عبور ترافیک عبوری و کاهش بار ترافیکی بزرگراه بسیج است؛ برآورد می‌شود با بهره‌برداری فاز نخست، حدود ۵٪ ترافیک شرق تهران و ۱٫۵٪ ترافیک کل شهر کاهش یابد. 

## مشخصات فنی و طراحی
- طول کل پروژه: ۱۶٫۳ کیلومتر (۹.۳ کیلومتر فاز نخست + ~۶ کیلومتر فاز دوم).

- طراحی آزادراهی شامل زیرگذرها، تونل (حدود ۶ کیلومتر در دو تونل رفت و برگشت)، پل‌ها و مسیر سطحی است. طراحی با توجه به توپوگرافی منطقه و ملاحظات زیست‌محیطی و نظامی صورت گرفته است. [۱۳][۱۴]